# Nagari Kampuang Batu Dalam
Nagari Kampuang Batu Dalam is een bestuurslaag in het regentschap Solok van de provincie West-Sumatra, Indonesië. Nagari Kampuang Batu Dalam telt 10.948 inwoners (volkstelling 2010).